# 中国共产党台湾大学医学院支部委员会
中国共产党台灣大學醫學院支部委员会，簡稱台大醫學院支部、臺灣大學醫學院支部、學工委醫學院支部，是中國共產黨於第二次世界大戰結束後在台灣成立的學生工作組織，隶属于中共台湾省委学生工作委员会。1947年8月成立之初由台大醫學院學生會主席台大醫學院助教劉沼光領導，並積極擴張組織，吸收林恩魁、張漢湖、葉盛吉等，上級單位由學生工作委員會書記楊廷椅領導。

## 历史

### 成立
台大醫學院支部係由劉沼光所成立之學生工作委員會轄下組織，劉沼光出身新竹望族，新竹中學畢業後留學東京帝大醫學院，返台後擔任台大醫學院助教，受楊廷椅等領導，1947年8月成立學工委台灣大學醫學院支部並擔任支部書記。

### 活动
1945年戰爭結束後，部分台籍青年同情中共遭遇，並對毛澤東提出的新民主主義心生嚮往，以此，在中國的知識份子之間開始出現大幅度地的左傾，1945年開始，國府與共產黨的爭鬥益加劇烈，自此，中共開始大量滲透到非淪陷區，及至1946年沈崇案發生後，國府聲望一落千丈，各地學潮不斷，而大學生甚至為支持共產主義遊行並瘋狂引為風尚，此時期加入共產黨的台籍青年如吳克泰、陳炳基或滲透至台灣的學者如黃肅秋等，開始結合舊日在台的同志加入解放台灣的工作，以此至1947年二二八事件發生後，大量台籍菁英左傾，加上當時國府在中國戰事節節敗退，猶如風中殘燭，激起有志青年加入中共解放台灣的工作，當然也有少部分投機者認為國府不可能支撐太久，加以老台共如廖瑞發與回台後的蔡孝乾、張志忠本來在日治時期即與部分反日青年相結合，雙方在二二八事件後快速激盪，1947年後地下黨的組織快速膨脹。
劉沼光家族為新竹新埔望族，新竹中學畢業後進入東京第一高校，與摯友林恩魁為東京帝大醫學院同學，戰後返台就讀台大醫學院，並當選台大學生自治會常務理事，畢業後擔任醫學院助教，1947年二二八事件後，劉沼光加入省工委，8月成立台大醫學院支部，隸屬學工委，由楊廷椅領導，吸收劉漢湖、林恩魁、等人，9月郭琇琮台北市工委書記真除後領導台大醫學院支部，吸收許強、吳思漢、胡寶珍，後許強擔任書記，吸收朱耀珈、葉盛吉、顏世鴻、胡鑫麟、蘇有鵬、謝湧鏡、朱石峰等人加入。

### 解散
1949年8月省工委發行的《光明報》遭國民黨政府破獲，由於光明報的發行涉及省工委基隆市工作委員會，而遭到舉發的王明德正是台大法學院支部成員，多人遭約談，旋即林榮勳、詹昭光等遭到逮捕，法學院支部遭破獲後台北市工委也岌岌可危，郭琇琮前往宜蘭成立蘭陽支部、許強、葉盛吉先後接任台大醫學院支部書記，1950年2月，劉沼光潛逃回大陸，學工委轉交由李水井帶領，5月李水井遭逮捕，學工委瓦解，郭琇琮夫婦落網，許強及胡寶珍等在台大醫學院各科主任會議上遭逮捕，葉盛吉也於屏東熱帶醫學中心遭到逮捕，台大醫學院支部至此瓦解。